# Katako-Kombe
Katako-Kombe este un oraș în  provincia Kasai-Oriental, Republica Democrată Congo. În 2012 avea o populație de 7 999 de locuitori, iar în 2004 avea 6 335.